# Val-de-Livenne
Val-de-Livenne [val də livɛn] ist eine französische Gemeinde mit 1.800 Einwohnern (Stand 1. Januar 2022) im Département Gironde in der Region Nouvelle-Aquitaine. Die Gemeinde gehört zum Arrondissement Blaye und zum Kanton L’Estuaire.
Sie entstand mit Wirkung vom 1. Januar 2019 als Commune nouvelle durch Zusammenlegung der bis dahin selbstständigen Gemeinden Saint-Caprais-de-Blaye und Marcillac, die den Status von Communes déléguées besitzen. Der Verwaltungssitz befindet sich in Saint-Caprais-de-Blaye.

## Gliederung
| Ehemalige Gemeinde                       | ehemaliger INSEE-Code | PLZ   | Fläche (km²) | Einwohnerzahl (2022) |
| ---------------------------------------- | --------------------- | ----- | ------------ | -------------------- |
| Saint-Caprais-de-Blaye (Verwaltungssitz) | 33380                 | 33820 | 05,17        | .0670                |
| Marcillac                                | 33267                 | 33860 | 32,23        | 1.130                |

## Geographie
Val-de-Livenne liegt ca. 20 km nordöstlich von Blaye und ca. 50 km nördlich von Bordeaux im Gebiet Blayais der historischen Provinz Guyenne an der nördlichen Grenze zum benachbarten Département Charente-Maritime.
Umgeben wird Val-de-Livenne von zehn Nachbargemeinden:
| Boisredon (Charente-Maritime) Saint-Palais | Courpignac (Charente-Maritime)              | Chamouillac (Charente-Maritime) Souméras (Charente-Maritime) |
| Saint-Ciers-sur-Gironde                    | Kompassrose, die auf Nachbargemeinden zeigt | Montendre (Charente-Maritime)                                |
| Saint-Aubin-de-Blaye                       | Reignac                                     | Donnezac                                                     |

## Sehenswürdigkeiten
| Name                    | Ort                    | Bemerkungen                                             | Bild |
| ----------------------- | ---------------------- | ------------------------------------------------------- | ---- |
| Pfarrkirche Saint-Clair | Saint-Caprais-de-Blaye | Neubau aus dem 19. Jahrhundert                          |      |
| Kirche Saint-Vincent    | Marcillac              | 12. Jahrhundert, als Monument historique eingeschrieben |      |
| Friedhofskreuz          | Marcillac              | 15. Jahrhundert, als Monument historique klassifiziert  |      |
| Wassermühle Reguignon   | Marcillac              | 19. Jahrhundert                                         |      |
| Wassermühle Parodier    | Marcillac              | 18. Jahrhundert                                         |      |
| Wassermühle Vignolles   | Marcillac              | 19. Jahrhundert                                         |      |

## Wirtschaft und Infrastruktur

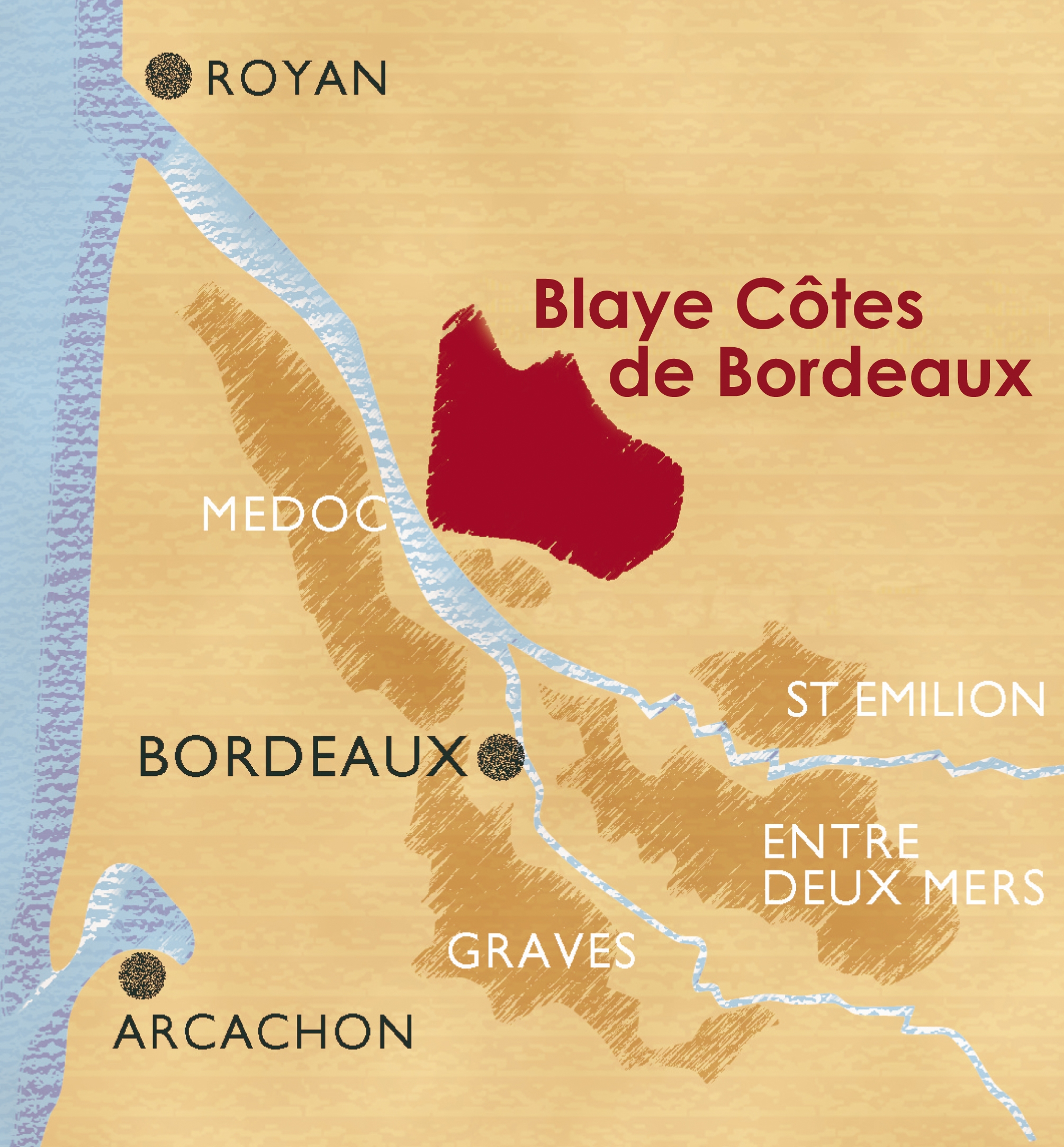
Anbaugebiet der AOC Côtes de Bordeaux

Val-de-Livenne liegt in den Zonen AOC
- der Buttersorten Charentes-Poitou, Charentes und Deux-Sèvres und
- des Bordeaux mit den Appellationen
  - Bordeaux (blanc, blanc avec sucres, clairet, claret, Haut-Benauge, Haut-Benauge avec sucres, rosé, rouge ou claret, supérieur blanc, supérieur rouge),
  - Crément de Bordeaux (blanc, rosé),
  - Côtes de Blaye,
  - Côtes de Bordeaux,
  - Côtes de Bordeaux Blaye (blanc, rouge).[2]

### Bildung
Die Gemeinde verfügt über
- die öffentliche Vor- und Grundschule Georges Bergeon mit 127 Schülerinnen und Schülern im Schuljahr 2018/2019[5] und
- eine öffentliche Grundschule mit 41 Schülerinnen und Schülern im Schuljahr 2018/2019[6]

### Verkehr

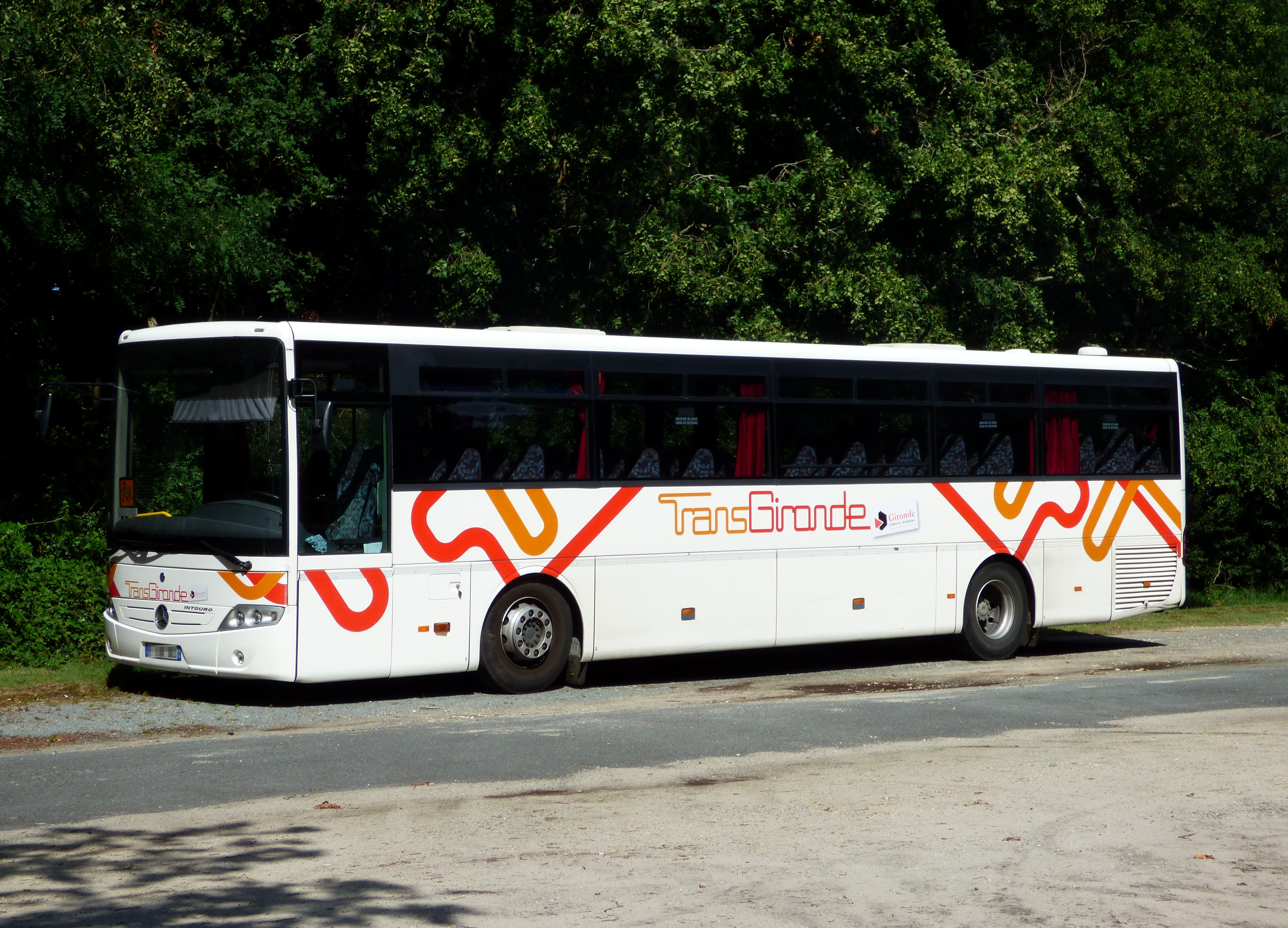
Bus der TransGironde

Val-de-Livenne ist erreichbar über die Routes départementales 23, 115, 135, 137, 253 und 254.
Die Autoroute A 10 von Paris nach Bordeaux, genannt L’Aquitaine, durchquert das Gemeindegebiet. Val-de-Livenne ist über die nahegelegene Ausfahrt 38 auf dem Gebiet der südlichen Nachbargemeinde Reignac zu erreichen.
Die Gemeinde ist über eine Buslinie der TransGironde mit anderen Gemeinden des Départements verbunden.
Auf dem Gebiet der Gemeinde befindet sich der Flugplatz Aérodrome de Montendre-Marcillac für Kleinflugzeuge.

### Sport und Freizeit

Logo des Jakobswegs

- Auf dem Gelände des Flugplatzes haben ein Fliegerclub Aéro-Club de Montendre et du Nord Blayais und das Fallschirmsprungzentrum Wallaby Parachutisme ihre Basis.

- Der Fernwanderweg GR 655 führt durch das Zentrum von Saint-Caprais-de-Blaye. Er folgt der Via Turonensis, einem der vier Jakobswege in Frankreich.[7]